# Division I i bandy för damer 1988/1989
Division I i bandy för damer 1988/1989 var Sveriges högsta division i bandy för damer säsongen 1988/1989. Säsongen avslutades med att södergruppsvinnaren IF Boltic blev svenska mästarinnor efter seger med 5-4 mot norrgruppsvinnaren Sandvikens AIK i finalmatchen på Söderstadion i Stockholm den 18 mars 1989.

## Upplägg
Lagen var indelade i två geografiskt indelade grupper, där de två bästa lagen i varje grupp gick vidare till slutspel om svenska mästerskapet. 

## Förlopp
Skytteligan vanns av Helena Lundström, Sandvikens AIK med 28 fullträffar..

## Seriespelet

### Division I norra
| Nr | Lag            | S  | V | O | F | +/-     | P  |
| -- | -------------- | -- | - | - | - | ------- | -- |
| 1  | Sandvikens AIK | 10 | 8 | 1 | 1 | 69 - 13 | 17 |
| 2  | Uppsala BoIS   | 10 | 7 | 1 | 2 | 45 - 26 | 15 |
| 3  | Västanfors IF  | 10 | 6 | 0 | 4 | 34 - 46 | 12 |
| 4  | Härnösands AIK | 10 | 3 | 1 | 6 | 23 - 26 | 7  |
| 5  | Ljusdals BK    | 10 | 3 | 0 | 7 | 22 - 44 | 6  |
| 6  | Strömsbro IF   | 10 | 1 | 1 | 8 | 27 - 65 | 3  |

### Division I södra
| Nr | Lag               | S  | V  | O | F | +/-     | P  |
| -- | ----------------- | -- | -- | - | - | ------- | -- |
| 1  | IF Boltic         | 10 | 10 | 0 | 0 | 90 - 5  | 20 |
| 2  | AIK               | 10 | 7  | 1 | 2 | 45 - 26 | 15 |
| 3  | Kareby IS         | 10 | 5  | 0 | 5 | 27 - 30 | 10 |
| 4  | IK Göta           | 10 | 3  | 1 | 6 | 21 - 47 | 7  |
| 5  | Västerstrands AIK | 10 | 3  | 0 | 7 | 20 - 42 | 6  |
| 6  | Västerås SK       | 10 | 1  | 0 | 9 | 8 - 64  | 2  |

## Slutspel om svenska mästerskapet

### Semifinaler
- Uppsala BoIS-IF Boltic 1-2, 0-7
- Sandvikens AIK-AIK 11-6, 2-4

### Final
- 18 mars 1989: IF Boltic-Sandvikens AIK 5-4 (Söderstadion, Stockholm)